# يوليا أندريتشوك
يوليا أندريتشوك (بالأوكرانية: Андрійчук Юлія Юріївна)‏ مواليد 17 مايو 1992، هي لاعبة كرة يد أوكرانية تلعب كظهير أيسر. مثلت منتخب أوكرانيا لكرة اليد للسيدات.

## سجل المنافسة
شاركت في البطولات التالية:
- بطولة أوروبا لكرة اليد للسيدات 2014

## روابط خارجية
- يوليا أندريتشوك على موقع الاتحاد الأوروبي لكرة اليد (الإنجليزية)